# Jim Morrison
Jim Morrison (8. prosince 1943 Melbourne – 3. července 1971 Paříž), celým jménem James Douglas Morrison, byl americký zpěvák, básník, textař a leader rockové skupiny The Doors. Po prudkém vzestupu The Doors v roce 1967 se u Morrisona postupně rozvíjela těžká alkoholová a drogová závislost, která vyvrcholila jeho smrtí v Paříži roku 1971 ve věku 27 let. Důvodem byla s největší pravděpodobností kombinace alkoholu a špatného tělesného stavu, nicméně události kolem jeho smrti jsou stále předmětem diskuse, jelikož před pohřbem nebyla provedena řádná pitva a přesná příčina jeho úmrtí je tak i nadále sporná.
Byl dobře znám svými improvizovanými vsuvkami poezie během živých vystoupení The Doors. Vzhledem k jeho temné osobnosti a divokým koncertním představením je považován mnohými lidmi za jednoho z nejznámějších, nejcharismatičtějších a nejpřesvědčivějších frontmenů v historii rockové hudby. Morrison byl zařazen na 47. místo v seznamu "100 největších zpěváků všech dob " magazínu Rolling Stone a na 22. místo "50 největších zpěváků rocku" britského časopisu Classic Rock Magazine.

## Život

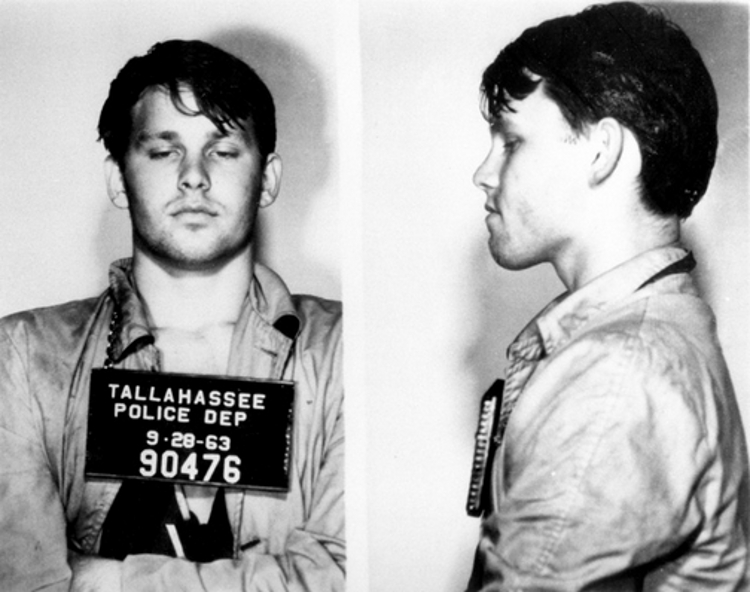
Jim Morrison v roce 1963, kdy byl zatčen za opilost a krádež policejní helmy

Pocházel z rodiny námořního důstojníka George Stephena Morrisona a Clari Morrisnové, což znamenalo neustále stěhování z místa na místo. Jim tak vyrůstal v Alexandrii ve státě Virginie, ve floridském Clearwateru, ve Washingtonu D.C., v Albuquerque v Novém Mexiku, v kalifornském Claremontu a mnoha dalších místech, přičemž otec trávíval spoustu času mimo domov. To znamenalo, že se s otcem dosti odcizil a jeho výchova tak připadla převážně matce (Clara). Oba jeho rodiče byli velice přísní a konzervativní a Morrison s nimi tedy nevycházel příliš dobře, protože nepodporovali jeho tvorbu a jeho styl života. V jednom z prvních interview dokonce tvrdil, že oba jeho rodiče jsou mrtví. Morrisonovi měli ještě dvě děti: Ann (o tři roky mladší než Jim) a Andrew (o šest let).

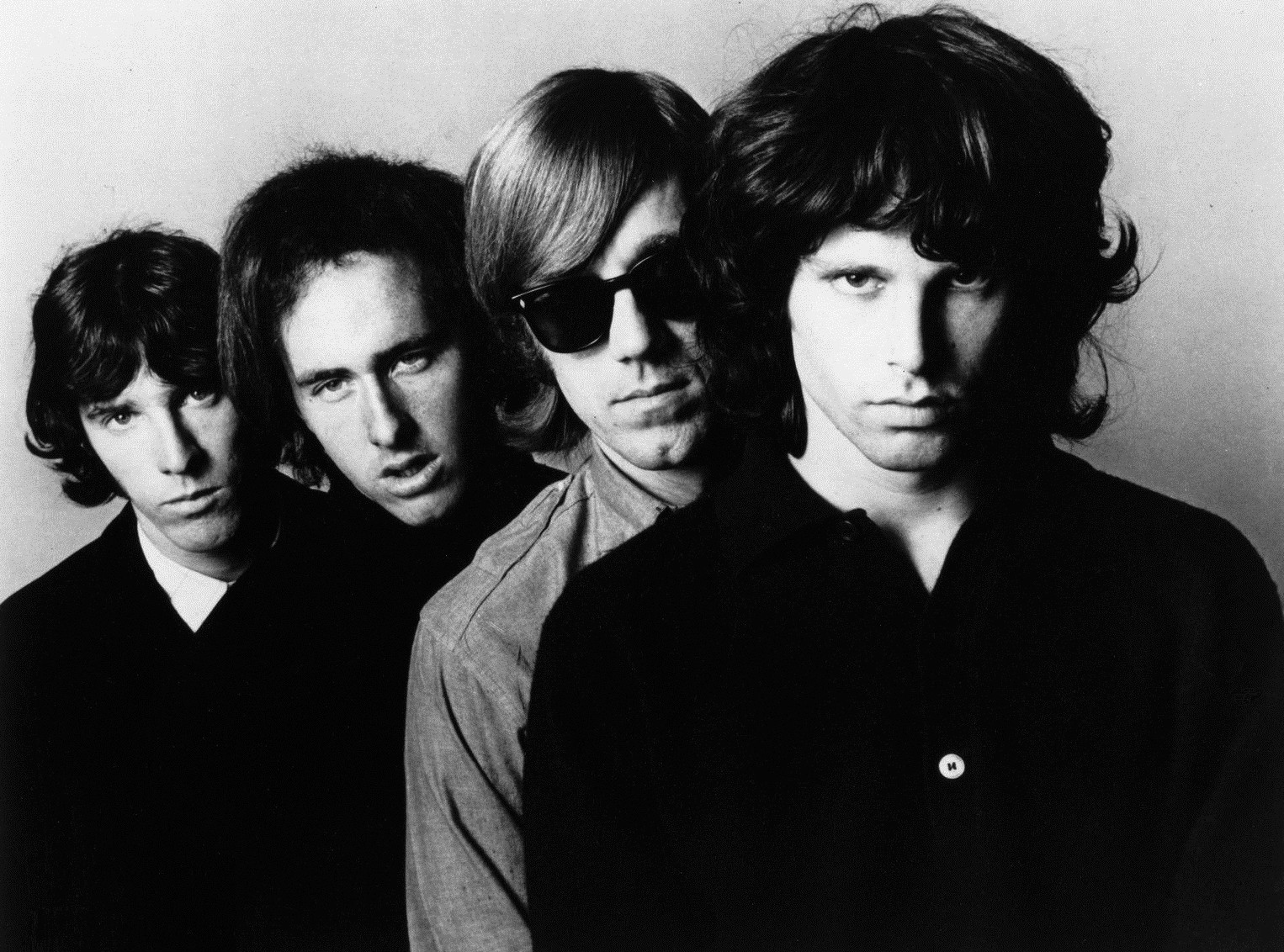
zleva: John Densmore, Robby Krieger, Ray Manzarek a Jim Morrison

Jim odmaturoval roku 1961 na George Washington High School a roku 1964 začíná studovat na filmové fakultě v Los Angeles (UCLA). V létě roku 1965, aniž by se obtěžoval jít na promoci, UCLA s odřenýma ušima absolvoval a získal titul bakaláře – B.A.. Ten samý rok potkal Jim na Venice Beach v L. A. Raye Manzareka, bývalého spolužáka z UCLA. Tam se Rayovi svěřil, že skládá písňové texty a ten ho přesvědčil, ať nějaký zazpívá. Sedli si tedy do písku a Jim mu zarecitoval svůj text písně Moonlight Drive. Ray byl nadšený. Tento okamžik odstartoval myšlenku založení kapely The Doors, jejíž název měl Jim už dávno promyšlený (použil úryvek z psychedelických memoárů The Doors of Perception od Aldouse Huxleyho, kde použil citát básníka Williama Blakea: „If the doors of perception were cleansed, everything would appear to man as it truly is, infinite.“ („Kdyby dveře vnímání byly průzračné, člověk by uzřel vše, jak opravdu je, nekonečné.“) Čtveřici The Doors nakonec tvořili zpěvák a textař Jim Morrison, klávesista Ray Manzarek, kytarista Robby Krieger a bubeník John Densmore.
Jim miloval poezii, hltal Kerouaca, Rimbauda, Sartra, Ginsberga, pročítal filosofii Friedricha Nietzscheho a denně si zapisoval své vlastní nápady a sny. Sám psal poezii, mezi jeho nejznámější sbírky patří The Lords, The New Creatures či An American Prayer. Většinu z nich vydal na vlastní náklady a jen ve velmi malém množství, které rozdal mezi své nejbližší. V jeho písňových i básnických textech se objevovaly motivy hrůzy, násilí, sexu, vzpoury, zániku a smrti. Na pódiu se po počáteční plachosti stal velice charismatickou osobností. Jeho vystoupení byla nezapomenutelným zážitkem – šplhal po oponách, chodil po okrajích jevišti stylem provazochodce, vrhal se po hlavě do davu, věřil, že rockový koncert je něco na způsob rituálu. Brzy si vytvořil početné zástupy fanoušků, kteří se chodili dívat, s čím se na ně Jim zase vytasí. Ten se na vystoupeních často objevoval opilý nebo sjetý, případně oboje a obecenstvo pravidelně přiváděl k šílenství neustálým zasahováním do rytmu hudby a průběhu koncertu, nespoutanou akrobacií a palebnou ofenzivou slovních narážek.

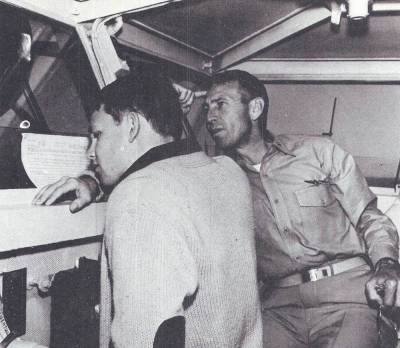
Morrison s otcem na lodi USS Bon Homme Richard, 1964

Jeho životní láskou a múzou byla Pamela Courson, které přezdíval „vesmírná družka“ a přestože měl během svého života spoustu milenek, k ní se vždycky vracel. Měl údajně poměr s Janis Joplin, a dalšími. Dokonce měl čarodějnickou svatbu s šéfredaktorkou rockového časopisu a kněžkou kultu Wicca Patricií Kennealy.
Podobně jako mnoho dalších zpěváků té doby pil nadmíru alkohol a užíval všechny možné druhy drog – halucinogenní (mescalin, LSD a to v mnohem větší míře než u ostatních členů kapely), kokain a později i heroin. Známá byla taktéž i jeho obsese smrtí. Jeho způsob života inspiroval i několik dalších významných osobností (Iggy Pop). Jeho poznávacím znamením byly úzké kožené kalhoty, které se po jeho smrti staly ikonickým znakem jiných rockových skupin a rockových příznivců.
Byla s ním vedena řada soudních sporů o otcovství, byl mnohokráte zadržen za veřejné pohoršování, opilství či obscénní vystupování (Florida – 1963, New Haven – 1967, Las Vegas – 1968, Miami – 1969, Phoenix – 1969, Los Angeles – 1970). Pro mladé publikum se ale stal modlou, byl zvolen mužem s největším sex-appealem v anketě časopisu Rock 'n Roll.
Žil naplno. Časté koncertování a divoký život se podepsaly na jeho zdraví. Měl všeho dost, nechtěl být pouhým sexuálním symbolem. Přál si, aby lidé chodili na jejich koncerty poslouchat hudbu a texty a ne jen kvůli jeho osobě. Nechal si narůst vousy, přibral a začal se čím dál častěji objevovat s lahví whisky v ruce.
V roce 1971 se opět vrátil k Pamele a společně se rozhodli odjet na čas do Paříže. Odpočinout si po nahrání posledního společného alba The Doors L.A. Woman a soustředit se na psaní poezie.
V Paříži nakonec i zemřel. Byl nalezen mrtvý ve vaně svého pařížského bytu na Rue Beautreillis. Jako příčina smrti byla oficiálně uvedena srdeční zástava. Hypotéza, že šlo o předávkování drogami, nebyla jednoznačně potvrzena. Někteří lidé však věří, že stále žije v ústraní se svou ženou Pamelou Courson, ale tato verze je velice nepravděpodobná, neboť Pamela zemřela tři roky po něm na předávkování drogami. Zařadil se tak do Klubu 27, kam patří například Jimi Hendrix, Janis Joplin, Kurt Cobain nebo Amy Winehouse.
O jeho životě a skupině The Doors pojednává například kniha Jerryho Hopkinse a Daniela Sugermana Nikdo to tu nepřežije orig. No One Here Gets Out Alive poprvé vydaná v roce 1980.
Roku 1991 natočil americký režisér Oliver Stone snímek The Doors, který líčí zejména charismatickou, avšak problematickou postavu Jima Morrisona. Tento film a zejména samotné vyobrazení Jimovy osobnosti ovšem nelibě nesou zbylí členové kapely. Podle Raye Manzareka byl Jim velice inteligentní a talentovaný kluk s velkým smyslem pro humor, jehož chování bohužel ovlivňoval alkohol a špatní "kamarádi".

## Diskografie

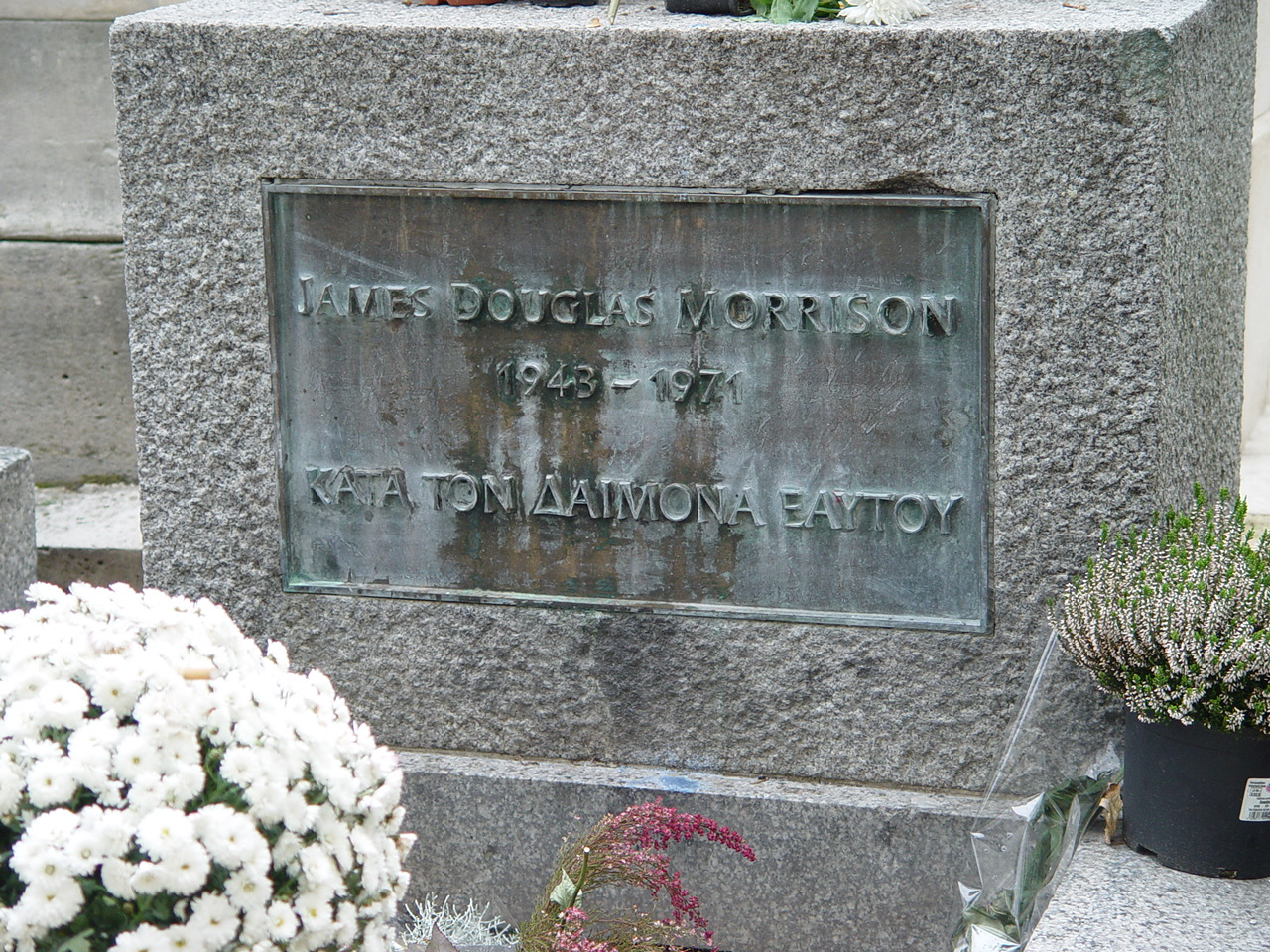
náhrobek J. Morrisona v Paříži: KATA TON DAIMONA EAYTOY (Věren svému duchu)

## Knihy
- The Lords (1969)
- The New Creatures (1969)
- An American Prayer (1970)
- Wilderness: The Lost Writings Of Jim Morrison (1988)
- The American Night: The Lost Writings Of Jim Morrison (1989)
- Nikdo to tu nepřežije (1980)